# Fear the Walking Dead (8.ª temporada)
A oitava e última temporada de Fear the Walking Dead, uma série de televisão dramática pós-apocalíptica de terror produzida pela AMC, estreou nos Estados Unidos em 14 de maio de 2023 e terminou em 19 de novembro de 2023, consistindo em 12 episódios. A série é derivada de The Walking Dead, que é baseada na série de quadrinhos de mesmo nome de Robert Kirkman, Tony Moore e Charlie Adlard. Os produtores executivos são Kirkman, David Alpert, Greg Nicotero, Gale Anne Hurd, Scott M. Gimple, Michael E. Satrazemis, Andrew Chambliss e Ian B. Goldberg, com Chambliss e Goldberg como showrunners em sua quinta e última temporada.
A temporada se passa sete anos após a temporada anterior e tem como protagonistas os personagens que vivem na ilha conhecida como "PADRE".

## Elenco e personagens
A oitava temporada apresenta dez atores recebendo o status de elenco principal, com todos eles retornando da sétima temporada. Esta foi a primeira temporada a não incluir Alycia Debnam-Carey, Mo Collins, Colby Hollman e Keith Carradine, que foram todos creditados como membros do elenco principal nas temporadas anteriores. Kim Dickens e Daniel Sharman retornam como regulares da série depois de a primeira ter participado como convidada na temporada anterior e de ter sido regular pela última vez na quarta temporada; enquanto o último apareceu pela última vez como regular na terceira temporada. Alexa Nisenson retorna em um papel de convidada após ter sido regular desde a quinta temporada.

### Elenco principal
- Lennie James como Morgan Jones / "Nightingale": Um homem pragmático, ex-integrante do grupo de Rick Grimes em The Walking Dead, cuja filha adotiva foi capturada pelo PADRE, que o obrigou a trabalhar para a organização.
- Kim Dickens como Madison Clark / "Lark": Uma ex-conselheira escolar astuta e dominadora e mãe de Nick e Alicia. Ela foi recrutada pelo PADRE após sua suposta morte e agora está presa na ilha do PADRE após se rebelar.
- Colman Domingo como Victor Strand / "Anton": Um vigarista inteligente e sofisticado que se tornou empresário e formou amizades com Madison e Alicia. Ele é o ex-líder reformado da Torre que desapareceu quando o grupo de Morgan foi capturado pelo PADRE, tendo desde então se juntado a uma comunidade de sobreviventes alemães.
- Danay García como Luciana Galvez / "Urso Polar": Ex-membro da comunidade La Colonia do México que desde então se tornou líder de uma vasta operação de abastecimento espalhada por vários estados que visa ajudar sobreviventes desesperados, assumindo a causa e o indicativo de Clayton e seu grupo de caminhoneiros.
- Austin Amelio como Dwight / "Red Kite": Um ex-tenente reformado dos Salvadores, que foi exilado da Virgínia pelo grupo de Rick Grimes em The Walking Dead e eventualmente se reuniu com sua esposa, Sherry. Ele agora está trabalhando para PADRE onde seu filho, Finch, nasceu.
- Karen David como Grace Mukherjee / "Heron": Uma mulher que trabalhava em uma usina nuclear que derreteu e mantinha um relacionamento com Morgan Jones, com quem tem uma filha adotiva, Mo. Ela agora trabalha para PADRE, mantendo sua comunicação via rádio.
- Christine Evangelista como Sherry / "Starling": A esposa de Dwight que fugiu pelo país para o Texas depois de escapar dos Salvadores. Ela agora está trabalhando para PADRE onde seu filho, Finch, nasceu.
- Jenna Elfman como June Dorie / "Blue Jay": Uma enfermeira gentil e desconfiada que era casada com John Dorie. Ela agora está morando sozinha, se escondendo do PADRE.
- Rubén Blades como Daniel Salazar: Um ex-membro da Sombra Negra corajoso e impiedosamente pragmático que lidera um movimento de resistência contra o PADRE.
- Daniel Sharman como Troy Otto: O carismático e impulsivo filho de Jeremiah Otto, que sobreviveu à sua morte aparente no final da terceira temporada e agora lidera uma milícia enquanto busca vingança contra Madison e seus aliados.[3]

### Elenco de apoio
- Maya Eshet como Sam Krennick / "Shrike": A implacável co-líder do PADRE que é irmã de Ben.
- Zoey Merchant como Morgan "Mo" / "Wren": A filha adotiva de Morgan e Grace que foi sequestrada por PADRE quando tinha um ano de idade e foi treinada como guerreira.
- Jayla Walton como Odessa Sanderson / "Dove": Uma jovem moradora do PADRE e tutora de Mo. Ela é filha de Ava Sanderson, que Madison encontrou na temporada anterior.
- Gavin Warren como "Finch": O filho de Dwight e Sherry.
- Daniel Rashid como Ben Krennick / "Crane": O astuto co-líder do PADRE que é irmão de Sam.
- Isha Blaaker como Frank: O marido alemão de Strand e pai de Klaus.
- Julian Gray como Klaus: O filho de Frank e filho adotivo de Strand.
- Randy Bernales como Russell: segundo em comando de Troy.
- Antonella Rose como Tracy Otto: A filha rebelde de Troy.

### Elenco convidado
- Jonathan Medina como Adrian: Um membro do movimento de resistência de Daniel cuja filha foi sequestrada pelo PADRE.
- Michael B. Silver como Major General Krennick: O pai de Sam e Ben, que foi um oficial de alta patente nas forças armadas dos EUA durante os primeiros dias do apocalipse.
- Alexa Nisenson como Charlie / "Iron Tiger": Uma ex-espiã dos Abutres, agora adulta, que foi curada de doença por radiação pelo PADRE antes de se juntar à operação de suprimentos de Luciana sob o codinome "Iron Tiger".
- Jack Mikesell como Jay: Um sobrevivente diabético que encontra Dwight.
- Alex Morf como Marty: Um sobrevivente hostil cujo grupo ocupa o Santuário.
- Nona Parker Johnson como Ada: A líder de um grupo de sobreviventes que continua o legado de Alicia ao se disfarçar como ela.
- Alycia Debnam-Carey como Alicia Clark: A filha ardente e compassiva de Madison. Após deixar o grupo no Texas para ajudar sobreviventes desesperados na temporada anterior, seu destino tornou-se desconhecido desde o reaparecimento de Troy e seu grupo, levando Madison a procurá-la.

## Episódios
| N.º na série | N.º na temp. | Título                                                                            | Dirigido por          | Escrito por                                          | Exibição original      | Audiência (milhões) |
| --- | ------------ | --------------------------------------------------------------------------------- | --------------------- | ---------------------------------------------------- | ---------------------- | ------------------- |
| 102 | 1            | "Remember What They Took from You" "(Lembre-se do que eles tiraram de você)" (BR) | Michael E. Satrazemis | Ian Goldberg & Andrew Chambliss                      | 14 de maio de 2023     | 0.56                |
| Levados para PADRE, uma ilha na costa da Geórgia, Morgan e Madison dominam vários guardas e resgatam Mo. Sete anos depois, uma Madison suicida é presa por seu papel na fuga de Mo. Aprendendo sobre Madison, uma jovem chamada Wren tenta obter sua ajuda para treinar e participar do futuro de PADRE, mas Madison descobre que ela é na verdade Mo e sofreu lavagem cerebral por PADRE. Eles escapam da ilha e encontram Morgan, agora trabalhando para PADRE, que acredita que Mo está mais segura na ilha. Morgan os leva a uma casa flutuante em um pântano infestado de zumbis, onde Mo encontra referências à vida passada de Morgan. Sob ataque de walkers, Morgan admite que um ataque semelhante há sete anos o levou a entregar Mo ao PADRE para sua segurança. Grace chega e resgata o grupo, mas Morgan e Grace relutantemente decidem devolver Mo ao PADRE. Agora desiludida com PADRE, Mo implora a seus pais que fujam com ela, mas eles se recusam. Madison é levada de volta sob custódia, enquanto Morgan é demitido por medo de que acabe escolhendo Mo em vez de PADRE. De volta à ilha, Mo afirma ter aprendido a lição e retoma seu treinamento com uma confiança renovada. |              |                                                                                   |                       |                                                      |                        |                     |
| 103 | 2            | "Blue Jay"                                                                        | Heather Cappielo      | Andrew Chambliss & Ian Goldberg                      | 21 de maio de 2023     | 0.47                |
| June, morando sozinha no deserto, ataca os Colecionadores de PADRE e corta seus dedos em gatilho. Ela conhece um pai desesperado, Adrian, que está procurando por sua filha, Hannah. Durante uma emboscada, June descobre Dwight, Sherry e seu filho Finch, que está com apendicite e precisa ser operado. June relutantemente concorda em ajudar e os leva a um laboratório abandonado. Acompanhada por Adrian, June admite que realizou experimentos com radiação para encontrar uma cura para infecções causadas por mordidas, após deduzir que Alicia sobreviveu devido à sua exposição anterior. No entanto, os níveis de radiação foram fatais para as cobaias, levando June a abandonar sua pesquisa. Depois de encontrar Hannah entre as cobaias, um Adrian devastado permite-se ser devorado em vez de viver sem ela. June salva Finch e decide fugir de PADRE com Dwight e Sherry. Eles são pegos por Shrike, que corta o dedo em gatilho de June e faz Finch ser mordido por um Adrian morto-vivo para motivar June a continuar trabalhando em uma cura. Em outro lugar, Morgan admite que sua culpa por algo que não fez no passado está atrapalhando seu relacionamento com Mo. Madison ajuda Morgan a escapar, ficando para trás e ordenando que ele conserte o que quer que seja. |              |                                                                                   |                       |                                                      |                        |                     |
| 104 | 3            | "Odessa"                                                                          | Ron Underwood         | Andrew Chambliss & Ian Goldberg                      | 28 de maio de 2023     | 0.47                |
| Doze anos antes, o General Krennick do Exército dos EUA se prepara para distribuir os suprimentos do PADRE estocados para reconstruir a civilização. Walkers invadem o estaleiro e Krennick é morto. Ele implora a seus filhos Sam e Ben que continuem a missão do PADRE. No presente, com o sucesso do tratamento de June em Finch, Shrike se prepara para fazer experiências em Madison. Suspeitando do destino de Finch, Mo e Dove encontram o trem e criam uma distração, permitindo que June domine Shrike. O grupo do qual Adrian fazia parte, liderado por Daniel, acaba capturando-os. Daniel, abandonado pelo PADRE, revela que organizou um grupo de pais em um movimento de resistência para resgatar seus filhos. Com Shrike como refém, Madison, June e Dove voltam para a ilha e confrontam o PADRE, que se revela ser Ben. Depois de perder o pai, Shrike e Ben reestruturaram o PADRE para proteger as crianças da dor de perder os pais e, ao mesmo tempo, trabalhar para reconstruir o mundo. Dove se volta contra Madison depois de saber que ela é na verdade Odessa Sanderson e sua mãe morreu na Louisiana porque Madison a convenceu de que ela poderia resgatar sua filha. Daniel resgata Madison e June e jura encontrar Morgan. Shrike retorna ao estaleiro e diz a Ben que eles vão limpar os walkers e começar sua expansão, como seu pai pretendia. |              |                                                                                   |                       |                                                      |                        |                     |
| 105 | 4            | "King County" "(Condado do Rei)" (BR)                                             | Kenneth Requa         | Ian Goldberg & Andrew Chambliss                      | 4 de junho de 2023     | 0.46                |
| Morgan retorna a King County, na Geórgia, para matar seu filho zumbificado Duane, seguido por Grace e Mo, bem como Dwight e Sherry, que estão sendo forçados a caçar Morgan por Shrike. Morgan é obrigado a revelar seu passado para sua família e confrontar seus sentimentos de fracasso ao revisitar a casa onde Morgan e Duane viveram durante seu tempo em King County, bem como a casa onde Duane morreu após ser mordido pela esposa de Morgan, Jenny. Morgan enfrenta sua culpa pelo fracasso em matá-la quando teve a chance. Morgan e Grace são eventualmente capturados e forçados a provar às forças de Shrike que estão falando a verdade sobre a missão de Morgan, mas não encontram nenhum sinal de Duane. Dwight e Sherry matam os dois guardas com eles, não querendo permitir que Morgan seja executado, e ajudam Finch a escapar da ilha. Deixada sozinha, Grace revela que está com uma doença terminal devido à radiação. Enquanto tentam escapar da casa em chamas de Morgan, Mo descobre que seu pai havia acorrentado Duane no sótão anos antes, durante seu período de insanidade. Com Mo em perigo, Morgan finalmente consegue atirar em Duane com a arma que Rick Grimes havia deixado para ele e enterra os corpos de Jenny e Duane. No entanto, Grace é mordida por um walker e Morgan, Grace, Mo, Dwight, Sherry e Finch tentam correr com ela até June para obter ajuda. |              |                                                                                   |                       |                                                      |                        |                     |
| 106 | 5            | "More Time Than You Know" "(Mais tempo do que você imagina)" (BR)                 | Heather Cappielo      | David Johnson & Calaya Michelle Stallworth           | 11 de junho de 2023    | 0.55                |
| O grupo de Morgan se esforça para levar Grace, que está morrendo após ser mordida, para o vagão do trem enquanto June busca tratamento. Grace, resignada com seu destino devido ao câncer terminal causado pela radiação, tenta fazer com que sua família aceite a situação e aproveite o tempo restante. Shrike oferece um acordo a Morgan, mas eles desistem quando descobrem que a tarefa é manual. Finch fica doente novamente devido à mordida e June busca uma solução. Mo leva Grace para o vagão, mas o tratamento não funciona e ela morre. Morgan salva Mo de Grace zumbificada e Mo decide retornar ao PADRE. Shrike prende Morgan no vagão enquanto o grupo se prepara para uma missão suicida contra walkers no estaleiro. |              |                                                                                   |                       |                                                      |                        |                     |
| 107 | 6            | "All I See Is Red" "(Tudo o que vejo é vermelho)" (BR)                            | Michael E. Satrazemis | Andrew Chambliss & Ian Goldberg                      | 18 de junho de 2023    | 0.46                |
| Descendo de volta à insanidade periódica após perder Grace, Morgan consegue escapar do vagão do trem e se junta a Madison, Daniel e suas forças para impedir a expansão do PADRE. Tendo sido derrotados pelos walkers no estaleiro, Mo e os monitores os conduzem para os pântanos em direção à casa flutuante de Morgan, mas Shrike descobre que seu pai carrega as coordenadas de que eles precisam. Depois de atacar seus aliados, Morgan encontra Mo na casa flutuante, onde eles ficam presos juntos, e Morgan revela que ele a desistiu porque sete anos atrás ele perdeu o controle enquanto estava cercado por zumbis. Depois de ajudar Mo a escapar, Morgan é resgatado por Madison. Enquanto Shrike se prepara para matá-los, Krennick rasteja para fora do pântano e ataca Shrike antes que Madison o derrube e obtenha as coordenadas. Madison ajuda Morgan a perceber que você nunca perde realmente aqueles que ama e, junto com Daniel, eles convencem Ben e os monitores a se retirarem. A pedido de um Finch moribundo, June permite que Ben sacrifique sua irmã e, em seguida, o bane do PADRE. Após a morte de Finch, Dwight e Sherry decidem terminar seu relacionamento para sempre, enquanto Madison decide transformar o PADRE no que deveria ser. No entanto, um sobrevivente desconhecido é mostrado ouvindo sua transmissão, e ele tem os óculos de sol de Strand e a prótese de braço de Alicia. Finalmente em paz com suas perdas, Morgan enterra Grace na cabana de Eastman e retorna a Alexandria com Mo para encontrar Rick Grimes.                                                            |              |                                                                                   |                       |                                                      |                        |                     |
| 108 | 7            | "Anton"                                                                           | Danay García          | Nazrin Choudhury & Justin Boyd                       | 22 de outubro de 2023  | 0.54                |
| Na fuga de um grupo hostil, Madison se abriga em uma comunidade hoteleira amigável administrada por Victor Strand, que agora está usando o nome Anton, adotou um filho chamado Klaus, com seu marido Frank, e esconde seu passado. Quando o outro grupo começa a procurar por Madison, com medo de seu passado voltar para assombrá-lo, Strand tenta entregá-la a eles, mas Klaus ajuda Madison a escapar e convence seu pai a ajudar. Escondendo-se de um rebanho, Strand explica que, depois de sair do Texas, ele e vários outros foram parar na Geórgia, mas eles rejeitaram sua ajuda devido ao passado tirânico de Strand, o que levou à morte deles por inanição. Arrependido por suas ações e desejando cumprir o pedido de Alicia de se tornar um homem melhor, Strand se reinventou como Anton, o homem que ele deseja ser. Madison, Strand e seu grupo são capturados pelo grupo hostil, revelando-se liderados, para choque de Madison e Strand, por Troy Otto, que supostamente havia morrido há vários anos pelas mãos de Madison. Sobrevivendo cego de um olho, Troy busca vingança contra Madison e para tomar o PADRE para seu povo, expondo os segredos de Madison e Strand para as pessoas de Strand. Antes que Troy possa ferir alguém, o grupo é resgatado por Daniel, June, Sherry e vários outros, e Madison leva o povo de Strand de volta ao PADRE. Antes de partirem, Troy afirma ter matado Alicia Clark e a deixado para se reanimar, fornecendo a Madison o braço protético de Alicia como prova de suas alegações.                                                                              |              |                                                                                   |                       |                                                      |                        |                     |
| 109 | 8            | "Iron Tiger"                                                                      | S.J. Main Muñoz       | Nick Bernardone & Jacob Pinion                       | 29 de outubro de 2023  | 0.52                |
| Em busca de gasolina, Daniel, Strand e Madison se reencontram com Luciana e Charlie, que foi curada de sua doença pelo PADRE. Depois de ser capturada pelo PADRE, Luciana concordou em refinar óleo para eles em troca do uso dos recursos do PADRE para ajudar outros sobreviventes pelo país e pela libertação de Daniel, a quem o PADRE pretendia matar. Charlie confessa a uma Madison enfurecida que ela foi quem assassinou Nick, levando Madison a culpar suas escolhas pelas mortes de seus filhos. Madison exige que Charlie use suas habilidades para assassinar Troy, mas cede e perdoa a menina depois de descobrir que Charlie mandou desenterrar e cremar o corpo de Nick, deixando as cinzas de Nick para sua mãe. No entanto, Charlie é capturada por Troy, que exige a localização do PADRE em troca da libertação de Charlie. No caos de uma explosão que ela provocou, Charlie se liberta e comete suicídio, sacrificando-se para proteger o PADRE. Madison ajuda brevemente Troy a procurar por sua filha desaparecida Tracy, descobrindo que ele estava cortando os braços dos walkers para perturbá-la e que Troy culpa Madison pela morte da mãe de Tracy, algo que Madison desconhece. A morte de Charlie faz com que Luciana e Daniel se voltem contra Madison, e Daniel parte para ficar com Luciana. Percebendo que estão certos, Madison deixa o PADRE sob os cuidados de Strand e parte sozinha. |              |                                                                                   |                       |                                                      |                        |                     |
| 110 | 9            | "Sanctuary" "(Santuário)" (BR)                                                    | Phil McLaughlin       | Justin Boyd & David Johnson                          | 5 de novembro de 2023  | 0.50                |
| Devastado pela perda de seu filho, Dwight retorna à antiga casa dele e de Sherry, onde encontra Jay, outro sobrevivente cuja insulina tão necessária foi roubada por um grupo de bandidos que vivem no Santuário abandonado, a antiga fortaleza de Negan. Dwight recupera a insulina, queimando um dos bandidos até a morte na fornalha, mas Jay já sucumbiu ao diabetes. Passando por um colapso emocional, Dwight é abordado para ajudar na luta contra Troy por Sherry, June e Dove, mas Dwight se recusa, acreditando que só causará mais danos às pessoas de quem ele se preocupa. Dove é baleada pelos bandidos, forçando o grupo a levá-la para o Santuário para tratamento, onde Dove revela que estava tentando fugir porque acredita que, sob a liderança atual, eles apenas vão acabar matando todo mundo. No Santuário, Dwight e Sherry são obrigados a enfrentar seu trauma de viver sob Negan, enquanto June é forçada a enfrentar sua culpa por não conseguir salvar sua filha e Finch. Um rebanho e os bandidos atacam, fazendo com que o prédio já instável desmorone, matando todos, exceto Dwight, Sherry, June e Dove, que se escondem na fornalha. Cheios de uma determinação renovada para transformar algo bom em meio a todo o mal que encontraram, June remove com sucesso a bala e Dwight concorda em retornar a PADRE, convidando June e Dove, que volta a usar seu nome de nascimento, Odessa, para se juntar à família dele e de Sherry. Strand captura a filha de Troy, Tracy, e diz a Tracy que ela o ajudará a salvar PADRE.                                                                  |              |                                                                                   |                       |                                                      |                        |                     |
| 111 | 10           | "Keeping Her Alive" "(Mantendo Ela Viva)" (BR)                                    | James Armstrong       | Nazrin Choudhury & Calaya Michelle Stallworth        | 12 de novembro de 2023 | 0.47                |
| Furioso com o sequestro de Tracy por Strand, Dwight, Sherry e June tentam devolver a garota ao seu pai junto com Strand. Querendo salvar Tracy disso, Strand escapa com ela e a leva para Madison, que continua sua busca por Alicia. Tracy concorda em ajudar Madison a encontrar Alicia. Querendo usar Tracy para se vingar da morte de Ofelia, Daniel os acompanha, jogando Strand para fora da caminhonete quando ele tenta impedi-los. Strand é resgatado por um grupo de mulheres que dirigem a antiga van SWAT de Al, explicando que, após escapar do Texas com dezenas de sobreviventes que ouviram sua mensagem, Alicia viajou ajudando grupos de sobreviventes até sua aparente morte; salva por Alicia, o grupo a mantém viva para ajudar outras pessoas. Tracy leva Daniel e Madison a um rebanho armadilhado que ela diz conter Alicia, mas na realidade, é uma tentativa de fazer com que Madison seja morta por sua mãe zumbificada, que Tracy alega ter morrido por acreditar nas mesmas coisas que Madison e Alicia. Tracy finalmente diz a Madison que Alicia está em uma mansão perto de Fort Worth, e Strand convence Madison a não matar Tracy, mas ela escapa sabendo onde fica o PADRE, convencida de que Troy estava certo sobre eles. Troy ataca o posto de caminhões de Luciana, matando a maioria dos dois grupos, mas percebem que Troy pretende atacar o PADRE usando um exército de mortos, como fez com a Broke Jaw Ranch. Sem querer arriscar mais ninguém que ela se importa, Madison vai atrás de Troy sozinha na van SWAT.                                                                 |              |                                                                                   |                       |                                                      |                        |                     |
| 112 | 11           | "Fighting Like You" "(Lutando Como Você)" (BR)                                    | Haifaa al-Mansour     | Nick Bernardone & Jacob Pinion & Kelly Jane Costello | 19 de novembro de 2023 | 0.44                |
| Troy começa a liderar uma manada massiva em direção ao PADRE, mas seu caminhão é destruído por uma armadilha, fazendo Tracy buscar a ajuda de Madison. Após uma breve escaramuça, ambas chegam a um acordo no qual Madison ajudará Troy a enterrar sua esposa Serena e se reunir com Tracy, e ele as guiará até a manada. Troy revela que Alicia salvou Serena de uma mordida de zumbi, levando Serena a seguir os passos de Alicia. Serena foi morta durante um assalto ao atender uma chamada de socorro, levando o aflito Troy a culpar Alicia e Madison. No entanto, ambos são atacados por Ben Krennick, sedento por vingança e buscando recuperar PADRE para si. Ben revela que ele e Shrike resgataram Madison da destruição do estádio de beisebol Dell Diamond e usaram o amor dela pelos filhos para manipulá-la a fazer suas vontades. Madison atrai zumbis que devoram Ben, enquanto Troy inesperadamente a salva. Remorso, Troy admite que Serena o encorajou a continuar ajudando os outros mesmo após sua morte. Ele concorda voluntariamente em ajudar o grupo de Madison a deter a manada. Acreditando que dar uma segunda chance a Troy resultou na morte de sua filha, Madison, em vez de fazer as pazes, perfura fatalmente Troy com o braço protético de Alicia. Antes de morrer, Troy pede a Madison que cuide de Tracy, alegando que ela é, na verdade, a filha de Alicia que Troy havia sequestrado. |              |                                                                                   |                       |                                                      |                        |                     |
| 113 | 12           | "The Road Ahead" "(A Estrada à Frente)" (BR)                                      | Michael E. Satrazemis | Ian Goldberg & Andrew Chambliss                      | 19 de novembro de 2023 | 0.44                |
| Agora convencida de que tentar ajudar os outros só leva as pessoas à morte, Madison tenta sair com Tracy para encontrar Alicia, colocando Madison em conflito com seus amigos. Russell revela que Alicia pode ainda estar viva antes de lançar um ataque ao PADRE com milhares de walkers em retaliação pela morte de Troy. Tracy atira em Madison, enterra Troy zumbificado e é posteriormente encontrada por Strand. Strand revela que, embora PADRE tenha sido destruído, todos escaparam porque Madison, protegida pela bala pelo medalhão de São Cristóvão de Alicia, aparentemente se sacrificou novamente para destruir a horda, da mesma forma que fez no estádio. Renomeando a organização para MADRE em homenagem ao sacrifício de Madison, o grupo se separa para usar os suprimentos da MADRE na construção de novas comunidades e honrar os ideais de Madison de tentar construir algo melhor. June decide retornar à cabana de John Dorie com Odessa para fornecer atenção médica a quem precisa, enquanto Dwight e Sherry partem para encontrar os pais ainda desaparecidos das crianças do PADRE, com a intenção de reconstruir o Santuário com eles. Daniel e Strand finalmente fazem as pazes antes de seguir caminhos separados, e Daniel se reúne com seu gato há muito perdido, Rajado. Tracy resgata Madison, que se reencontra com uma Alicia ainda viva, revelando que não é mãe de Tracy. Madison e Alicia informam a Strand que sobreviveram, mas escolhem manter sua sobrevivência em segredo. Madison decide retornar a Los Angeles com Alicia e Tracy para ajudar a reconstruir sua antiga casa. |              |                                                                                   |                       |                                                      |                        |                     |

## Produção
A série foi renovada para a oitava temporada em dezembro de 2021. Após o anúncio da renovação, foi confirmado que Kim Dickens, que interpretou a personagem principal durante as primeiras quatro temporadas, retornaria à série como regular para a oitava temporada, após fazer uma participação especial na sétima temporada. Em janeiro de 2023, foi confirmado que a oitava temporada seria a última e seria composta por 12 episódios, divididos em duas partes de seis episódios cada.
A produção da oitava temporada mudou do Texas para Savannah, Geórgia. Em abril de 2022, o co-showrunner Andrew Chambliss afirmou que eles estavam nos estágios iniciais de planejamento da temporada. A temporada final começou a ser filmada em agosto de 2022 e terminou em março de 2023. Para a temporada final, Colman Domingo é creditado como produtor. O sexto episódio da temporada marca a aparição final de Morgan Jones, interpretado por Lennie James, cujo personagem originalmente estreou no episódio piloto de The Walking Dead, que foi ao ar em 2010. Em julho de 2023, foi confirmado que Daniel Sharman retomaria seu papel como Troy Otto na segunda metade da temporada. Seu personagem foi presumivelmente morto no final da terceira temporada. Danay García dirigiu um episódio da série, tornando-se a quarta membro do elenco a dirigir um episódio.

## Estreia
A temporada estreou em 14 de maio de 2023, na AMC. A temporada consiste em 12 episódios divididos em duas partes de seis episódios, com a série terminando em 19 de novembro de 2023.

## Recepção

### Resposta da crítica
No Rotten Tomatoes, a temporada tem uma classificação de 60% com base em 5 avaliações, com uma classificação média de 7/10.